# Kellerbrauerei Mitterbucher & Söhne
Koordinaten: 48° 12′ 40,1″ N, 13° 29′ 27,7″ O
Die Kellerbrauerei in Ried im Innkreis, Oberösterreich wurde 1446 erstmals urkundlich erwähnt. Sie war zu 100 % in Privatbesitz und galt als die älteste Bierbrauerei Österreichs, was ihr einen Eintrag im Guinness-Buch der Rekorde brachte. Das vorherrschende Verbreitungsgebiet mit rund 80 belieferten Gastronomiebetrieben lag im Innviertel und im Hausruckviertel, das Bier war teilweise aber auch überregional im Fachhandel erhältlich.
Im Juli 2013 gab die Brauerei bekannt, wegen einer negativen Zukunftprognose für Kleinbrauereien den Betrieb einstellen zu müssen. Im selben Jahr wurde der Betrieb eingestellt.

## Biersorten

Logo des Annen-Bräu der Kellerbrauerei Ried

Das Annenbräu wurde ursprünglich nur am 26. Juli, dem Annentag ausgeschenkt, später war es ganzjährig erhältlich. Das Bier hatte eine Stammwürze von 12,3°, sowie einen Alkoholgehalt von 5,3 % Vol und wurde nach der Art des Märzenbiers gebraut. 1994 erhielt es bei der „Monde Selection“ in Paris die Goldmedaille.
Weitere Biersorten waren das unfiltrierte Annen-Bräu, das Keller-Bräu Naturtrüb mit einer Stammwürze von 12,3° und einem Alkoholgehalt von 5,3 % Vol., sowie die alkoholreduzierte Variante Naturtrüb Drive mit Stammwürze von 10,1° und Alkoholgehalt von 3,2 % Vol.